# بيير شورس
بيير شورس (مواليد 26 نوفمبر 1999) هو لاعب كرة قدم هولندي يلعب كمدافع في نادي أياكس أمستردام.

## روابط خارجية
- بيير شورس على موقع الاتحاد الأوربي (الإنجليزية)
- بيير شورس على موقع قاعدة بيانات كرة القدم.إي يو (الإنجليزية)
- بيير شورس على موقع Soccerway.com (الإنجليزية)
- بيير شورس على موقع عالم كرة القدم.نت (الإنجليزية)